# 奧茲瑪計畫
奧茲瑪計畫是康乃爾大學的天文學家法蘭克·德雷克，於1960年在美國國家無線電天文台使用位於西維吉尼亞的綠堤電波望遠鏡所從事的早期搜尋地外文明計劃（SETI），實驗的目的是通過無線電波搜尋鄰近太陽系的生物標誌信號。這個計畫後來以虛構的奧茲國統治者奧茲瑪女王來命名，靈感則來自無線電廣播李曼·法蘭克·鮑姆出版綠野仙蹤這本書中虛構的翡翠城 。
德雷克使用直徑85英尺（26公尺）的電波望遠鏡，以頻率1.420G赫茲的電波觀察天苑四和天倉五 ，這兩顆都是在太陽系附近，並且似乎是有適於生物居住的行星。掃描的頻寬是40萬赫茲，而每一台接收機單頻寬是100赫茲，獲得的資料以磁帶保存以供事後的分析。在四個月斷斷續續的觀測，累積了超過150小時的訊息，但沒有發現可供辨識的訊號。在1960年4月8日曾經偵測到一個假信號，事後被確認是來自在高空飛過的飛機.。
接收器的波長調整在21公分的附近，這是星際空間中的氫自然發射出的波長；這種波長被認為是試圖跨越星際進行無線電通訊的生物所熟悉的，並被作為一種宇宙通訊的標準。 
第二次的實驗稱為奧茲瑪二代計畫，由班傑明·薩克曼和派翠克·帕默共同執行的，在同一個天文台，花了四年（1973-1976）的時間，斷斷續續的觀測了650顆恆星。

## 参看
- 多萝西计划